# امتحان‌های حرفه‌ای لیید
امتحان حرفه‌ای لیید به وسیلهٔ مؤسسه ساختمان سبز برگزار می‌شود. جهت کسب گواهی، اطلاعات و دانش این امتحان بر اساس طراحی محیطی و انرژی ساختمان‌سازی سبز ایالات متحده می‌باشد.

## مدارک حرفه‌ای لیید
مدارک لیید حرفه‌ای جهت دوام، ارتقاء و بهبودی دانش و تخصص می‌باشد. مدرک تحصیلی لیید حرفه‌ای کارفرمایان، سیاست‌گذاران با دانش و شایستگی مناسب جهت مؤثر واقع شدن در ساختمان سبز فراهم می‌آورد. این مدرک تحصیلی نیازمند آموزش مداوم و تجربه‌های مکرر و حتی یادگیری‌های مجدد می‌باشد که در سال ۲۰۰۹ آغاز شد و هر ۲ سال برای دارندگان این مدرک تکرار می‌شود. عدم قبولی مدرک مورد نظر اعتبار ندارد.
۳ مورد صلاحیت در برنامه مدرک حرفه‌ای لیید وجود دارد:
- ۱لیید با دانشیار سبز
- ۲لیید با تخصص حرفه‌ای
- ۳لیید همکار

### لیید با دانشیار سبز
این حوزه برای افرادی است که دارای دانش فنی نیستند و نشان دهندهٔ دانش پایه طراحی سبز، ساخت وساز و عملیات می‌باشد. اما نیازمند و ملزم هستند که هر ۲ سال یکبار تست آزمایی شوند. امتحان این قسمت شامل ۱۰۰ سؤال که در ۲ ساعت باید به آن‌ها پاسخ داده شود. موضع این امتحان بیشتر روی فرایند یک پروژه متمرکز است. (شامل طراحی یک‌پارچه و شرایط خود تنظیم‌کننده در کل یک ساختمان) مفاهیم اصلی پایدار، اصطلاحات ساختمان سبز و جنبه‌های مختلف سیستم امتیاز لیید می‌باشد. هزینه‌های مرتبط با لیید دانشیار سبز ۵۰ $ مربوط به نرم‌افزار و ۲۰۰ $ هزینه آزمون (در هر آزمون قرار ملاقات) برای اعضای USGBC ملی یا دانشجویان تمام وقت ۲۵۰ $ هزینه آزمون (در هر آزمون قرار ملاقات) می‌باشد؛ و برای تست آزمایی دوسالانه CMP هزینه ۵۰ $ می‌باشد.

### لیید با تخصص حرفه‌ای
این مجوز لیید تخصصی تر می‌باشد و برای کسانی که صلاحیت و تخصص و دانش این سیستم را دارد می‌باشد. آزمون به ۲ فسمت تقسیم می‌شود: ۱-نشان دهنده دانش عمومی از شیوهٔ ساختمان سبز۲-بر اساس یکی از مرجع‌های زیر می‌باشد:
- طراحی ساحتمان+ ساخت‌و‌ساز
- طراحی خانه
- طراحی داخلی+ ساخت‌وساز
- واحدهای همسایگی
- تعمیر و نگهداری

شرایط لازم برای امتحان لیید با تخصص حرفه‌ای داشتن تجربه حرفه‌ای در پروژه لیید در ۳ سال گذشته با تأیید لیید یا با شهادت کارفرمااست.
امتحان شامل دو بخش است:
- دانشیار سبز
- بخش تخصصی

هر بخش شامل ۱۰۰ تست که باید در ۲ ساعت تکمیل شود و باید به ۱۷۰ سؤال پاسخ صحیح دهند تا مورد قبول واقع شوند. هزینه‌های مرتبط با امتحانات لیید با تخصص حرفه‌ای یک درخواست با هزینه ۱۰۰ دلاری است و برای اعضای ملی USGBC، هزینه امتحان ۳۰۰ $ (در انتصاب آزمون) یا برای افراد غیر عضو هزینه امتحان ۴۵۰ $ (در انتصاب آزمون) برای لیید موجود همکاران سبز یا برای اعضای ملی USGBC که مایل به گرفتن امتحان تخصص هستند، هزینه آزمون تنها۱۵۰ $ (در هر قرار ملاقات آزمون) و برای افراد غیر عضو هزینه امتحان ۲۵۰ $ (در انتصاب آزمون) می‌باشد. همچنین برای تست آزمایی دوسالانه CMP هزینه تجدید ۵۰ دلار است.

### لیید همکار
این مجوز برای آن دسته از کسانی می‌باشد که توسط همکاران معرفی می‌گردند یا حداقل ۱۰ سال سابقه تجربه حرفه‌ای در ساختمان سبز را دارند. کسانی که در این مرحله هستند حتماً باید مجوز لیید با تخصص حرفه‌ای را گرفته باشند.

## گواهینامه حرفه‌ای لیید
- ارزیاب خانه سبز
- کلاس‌های حرفه‌ای